# A Posteriori (album)
A Posteriori je šesti studijski album grupe Enigma. Objavljen je 2006. godine.
A Posteriori latinski izraz preveden kao „nakon što“, se odnosi na empirijsko znanje, epistemološki koncept sticanja znanja o prošlom iskustvu.
„Eppur si muove“ takođe napisano alternativno, „E pur si muove!“ je talijanski izraz preveden kao „a ipak se okreće“, koja se pripisuje Galileo Galileju nakon što je osuđen od strane rimske inkvizicije na odricanje od njegovog verovanja u heliocentrizam.
U decembru 2006, album je nominovan u kategoriji najbolji New Age Album za Gremi nagradu u 2007. godini. Ovo je jedini album Enigme, koji je objavljen bez singla, mada je „Goodbye Milky Way“ prvobitno bio planiran da bude izdat kao singl. Glas koji govori u pesmama „Dancing with Mephisto“ i „Goodbye Milky Way“ je Luiza Stenli. 

## Pesme
1. „Eppur Si Muove“ – 3:41
2. „Feel Me Heaven“ – 4:50
3. „Dreaming of Andromeda“ – 4:26
4. „Dancing with Mephisto“ – 4:25
5. „Northern Lights“ – 3:34
6. „Invisible Love“ – 4:55
7. „Message from IO“ – 3:09
8. „Hello and Welcome“ (new version) – 5:09
9. „20.000 Miles over the Sea“ – 4:22
10. „Sitting on the Moon“ – 4:21
11. „The Alchemist“ – 4:41
12. „Goodbye Milky Way“ – 5:58

## Spoljašnje veze
- allmusic.com